# 下野の女夫マツ

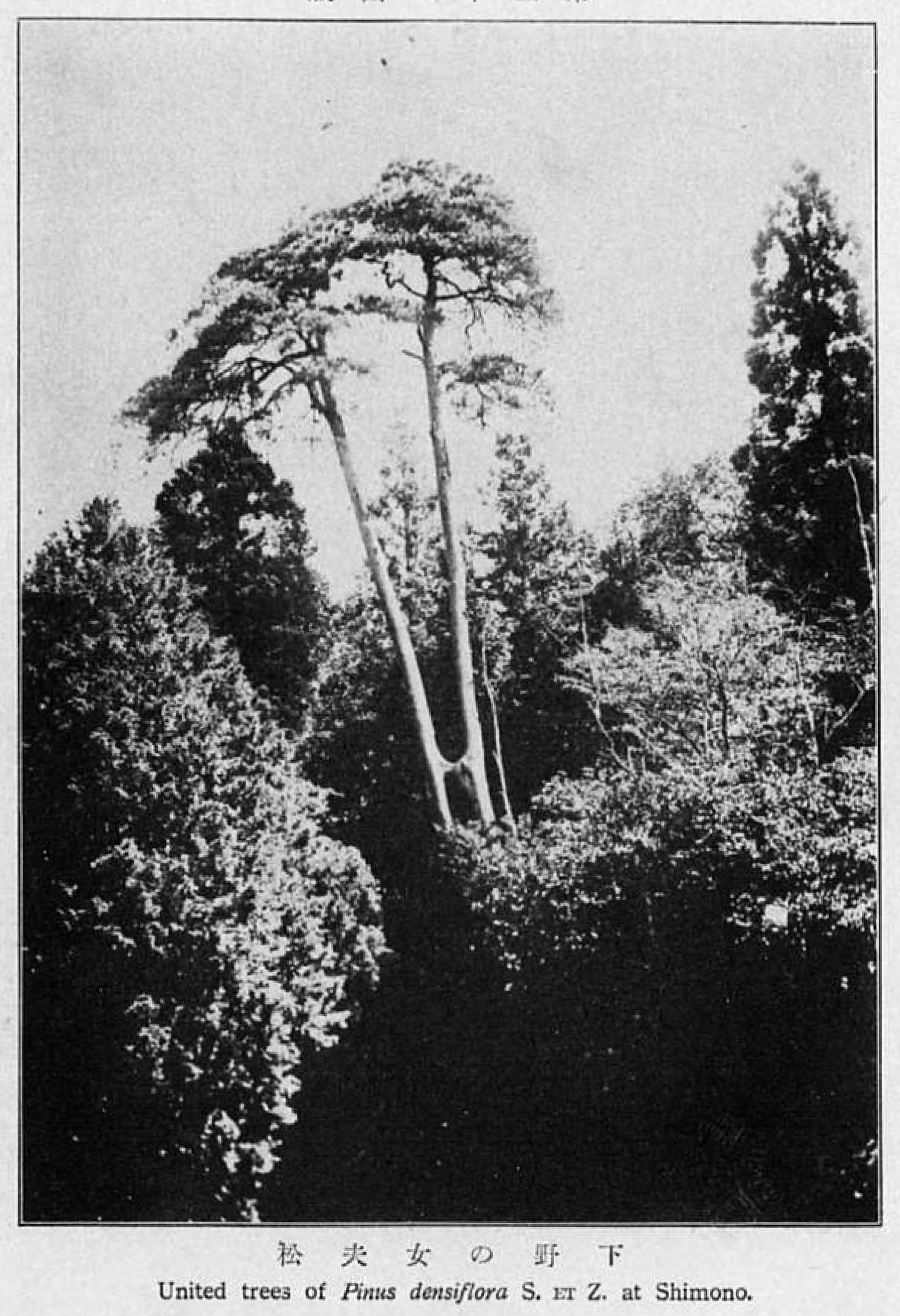
下野の女夫マツ（1932年）

下野の女夫マツ（しもののめおとマツ）は、岐阜県中津川市下野に生育していたアカマツの巨木である。ほとんど同じ大きさのアカマツ2株が下部で互いに接着し、さらに地上部では一方の木から分岐した枝が他方の木に癒着して「連理」状態になったものであった。この木は1931年（昭和6年）に国の天然記念物に指定されたが、後に枯死して1988年（昭和63年）6月29日付で天然記念物指定を解除されている。

## 由来
この木は、中津川市下野にある山林の西側斜面（海抜約440メートル）に生育していた。根元の西側は低くなっていて、ほとんど同じ大きさのアカマツ2株が幹の下部で互いに接着して伸びていた。
『天然記念物事典』108頁（1981年第5刷）によれば、地上部約8.86メートルの高さにおいて、南側の木から発した横枝が北側の木に癒着して、小さな橋をかけたような連理状態を示していた。同事典は「その連理の部分を遠望すればH字状に見える」と記述していて、当時の計測値は接着した根元の幹囲が約3.80メートル、両株が分岐する地点の幹囲が約3.05メートル、南側の木の分岐部幹囲約2.05メートル、北側の木の分岐部幹囲が約1.7メートルであった。
評論家で巨木に関する著書の多い牧野和春は、1986年（昭和61年）の『巨樹の民俗学』で下野の女夫マツを取り上げ「『陰陽和合』を直感させる樹木」と表現している。牧野はこの木に「夫婦和合」の象徴を読み取り「生産、豊穣、不老長寿の木であると縁起を求めることになるのである」と記述した。牧野は前掲書で、下野の女夫マツの他に同じく連理状態のマツとして知られる「高津連理のマツ」（島根県益田市）などを「相生い」の事例として取り上げている。
この木は「自然生のマツにおける横枝接着の著しい例で、学術上有益なもの」として、1931年（昭和6年）7月31日に国の天然記念物に指定された。しかし、1981年（昭和56年）頃から片方の株が衰弱し始めたために、保護対策を講じていた。後に枯死して、1988年（昭和63年）6月29日に天然記念物指定解除となった。

## 交通アクセス
所在地
- 岐阜県中津川市下野

交通
- JR東海中央本線坂下駅から車で約20分（約10km）[7]。